# 竹内恵美子
竹内 恵美子（たけうち えみこ、1990年3月27日 - ）は、日本の女性声優。81プロデュース所属。神奈川県出身。

## 略歴
『HUNTER×HUNTER』のヒソカを見て、変態ボイスに感動したことから声優を目指す。
2013年4月1日付で81プロデュースに所属。

## 人物
趣味・特技は美味しいもの探求、英語の発音。兄が1人いる。
自身の性格を一言で表すと「なまけもの」だと評している。

## 出演
太字はメインキャラクター。

### テレビアニメ
2013年
- プリティーリズム・レインボーライブ（客2）
- ハヤテのごとく! Cuties（観客）
- サーバント×サービス（カフェ店員）

2014年
- そにアニ -SUPER SONICO THE ANIMATION-（エミ、アイドル、女生徒B、女の子A、女の子、娘、アヤカ）
- ポケットモンスター XY（メイド）
- ポケットモンスター ベストウイッシュ シーズン2 デコロラアドベンチャー（女性たち）
- 団地ともお（アイドル、ポールの娘）
- アイカツ!（インタビュアー）
- コトリサンバdeあいうえお（メローニャ）
- プリパラ（2014年 - 2016年、女の子、そふぃ親衛隊、女生徒、ヒナ、店員、通行人、先生、女教師、インタビュアー）
- 異能バトルは日常系のなかで（彼女）

2015年
- 境界のRINNE（2015年 - 2017年、女子B、小学生死神、老人B、客A、マダム、店員、先生、案内係、社員C、女性死神、おばあさん、トラ猫霊、鳳の先生） - 2シリーズ
- GATE 自衛隊 彼の地にて、斯く戦えり（2015年 - 2016年、アナウンス、TVスタッフ、女性隊員、貴族女性、メイド、女性自衛官） - 2シリーズ
- 監獄学園（女子C、女子A、カウンター、女子B、女子H）
- 終物語（クラスメイト）
- 緋弾のアリアAA（主婦）

2016年
- キズナイーバー（街頭アナウンス）
- アイカツスターズ!（2016年 - 2017年、クラスメイト、キャスター、記者）
- 宇宙パトロールルル子（レディ・アーナーウンス）
- マギ シンドバッドの冒険（少女、ヒナのいとこ）
- カードファイト!! ヴァンガードG（2016年 - 2018年、女子生徒、カズマ〈幼少期〉、女の子A、友達1、女性、子供A、子供、少年A） - 2シリーズ
- カミワザ・ワンダ（アナウンサー）
- D.Gray-man HALLOW（シスター）
- タイムトラベル少女〜マリ・ワカと8人の科学者たち〜（ローラ、メイベル・ハバード）
- アクティヴレイド -機動強襲室第八係- 2nd（母）
- ViVid Strike!（体育教師）
- 怪盗ジョーカー（ダークアイのママ）
- ベイブレードバースト（藤丸瞬）

2017年
- 南鎌倉高校女子自転車部（サンディ・マクドゥガル、生徒）
- Spiritpact（2017年 - 2018年、使用人女性 他） - 2シリーズ
- 弱虫ペダル シリーズ（2017年 - 2022年、葦木場拓斗〈幼少時代〉） - 2シリーズ
- 霊剣山 叡智への資格（少女、女）
- ゼロから始める魔法の書（傭兵の幼少期、老婆B、魔術師団E）
- フューチャーカード バディファイトX（女主人）
- アイドルマスター シンデレラガールズ劇場（女性B）
- 縁結びの妖狐ちゃん
- DIVE!!（坂井恵）
- ボールルームへようこそ（千夏の友達A）
- つうかあ（日暮洋子、レディース）
- 食戟のソーマ 餐ノ皿（子供）
- マーベル フューチャー・アベンジャーズ（2017年 - 2018年、ムニーバ〈カマラのママ〉、艦長C） - 2シリーズ
- ラブライブ!サンシャイン!!（萌）
- DYNAMIC CHORD（女性社員）
- URAHARA（応援の声）
- ドリフェス!R（ファン）

2018年
- 働くお兄さん!（ペルシャ猫の母）
- 刻刻（保母）
- バジリスク 〜桜花忍法帖〜（甲羅式部〈幼少期〉、御伽坊主、娘）
- BEATLESS（マシンボイス）
- クラシカロイド（女子中学生C）
- ダーリン・イン・ザ・フランキス（オペレーター、オペレーターC）
- 斉木楠雄のΨ難（通行人A、小学生(2)）
- 蒼天の拳 REGENESIS（子供、孤児3、孤児、屋台の子、リス 他） - 2シリーズ
- アイカツフレンズ!（店員）
- ポチっと発明 ピカちんキット（主婦、主婦1）
- フューチャーカード 神バディファイト（2018年 - 2019年、生徒B、親衛隊）
- バキ（女子生徒）
- 音楽少女（女の子）
- メジャーセカンド（虹ヶ丘ビートルズ 選手A）
- はるかなレシーブ（観客1）
- 千銃士（子供）
- 音楽少女（お手伝いさん）
- ゾイドワイルド（2018年 - 2019年、子供、子供たち、母親）
- 中間管理録トネガワ（店員）
- ソラとウミのアイダ（ロープウェイアナウンス、TVレポーター、アナウンス、女子アナ）
- RErideD-刻越えのデリダ-（アイキャッチ、少年デリダ、ヴィドーの妻）
- ラディアン（2018年 - 2019年、住民E、銀行員、子ども、タジの母、グレッタ 他）
- ガイコツ書店員 本田さん（ジェニー、サラ）
- 逆転裁判 〜その「真実」、異議あり!〜（女性レポーター）
- メルクストーリア -無気力少年と瓶の中の少女-（ラムハーン）
- キラッとプリ☆チャン（2018年 - 2020年、店員、案内係、女子、まりあの姉、観客 他）
- となりの吸血鬼さん（教師）
- 聖闘士星矢 セインティア翔（生徒）

2019年
- 同居人はひざ、時々、頭のうえ。（女性A）
- バミューダトライアングル 〜カラフル・パストラーレ〜（マルトレ、幼い友達、子マンタ）
- 名探偵コナン（2019年 - 2023年、住人、バイト、ネコ）
- KING OF PRISM -Shiny Seven Stars-（おばあさん、記者会見司会）
- フルーツバスケット（女子生徒）
- カードファイト!! ヴァンガード（アナウンサー）
- うちの娘の為ならば、俺はもしかしたら魔王も倒せるかもしれない。（司祭）
- グランベルム（生徒A、店員）
- ゾイドワイルド ZERO（2019年 - 2020年、女性アナウンサー）

2020年
- プランダラ（街の人）
- 織田シナモン信長（主婦、ギルバートの飼い主、女性、チャーリーの飼い主）
- ブレーカーズ（クラブメイト）

2021年
- ウマ娘 プリティーダービー Season 2（女性アナウンサー）
- WIXOSS DIVA(A)LIVE（システムボイス、オペレーター）
- ミュークルドリーミー（パティシエママ）
- IDOLY PRIDE（麻奈の母）
- 異世界魔王と召喚少女の奴隷魔術Ω（女、トカゲ女）
- 不滅のあなたへ（2021年 - 2023年、村の女、ブルーム） - 2シリーズ
- Vivy -Fluorite Eye's Song-（引率の教師）
- 灼熱カバディ（佐倉の祖母）
- 100万の命の上に俺は立っている（子供オーク、女性） - 英語監修も担当
- MUTEKING THE Dancing HERO（社内アナウンサー）
- 世界最高の暗殺者、異世界貴族に転生する（売り子）

2022年
- 明日ちゃんのセーラー服（景の母）
- 薔薇王の葬列（ウォリック幼少期）
- ヒロインたるもの!〜嫌われヒロインと内緒のお仕事〜（凉海なほ、上田）
- SPY×FAMILY（2022年 - 2023年、仕立屋店主、イーデン校受験生、イーデン校生徒、4組生徒、看護師 他） - 3シリーズ
- デリシャスパーティ♡プリキュア（担任の先生）
- 処刑少女の生きる道（子供）
- アオアシ（春田緑）
- まちカドまぞく 2丁目（発音のいい女性ボイス）
- 異世界おじさん（姉）
- 最近雇ったメイドが怪しい（生徒A）
- ダンジョンに出会いを求めるのは間違っているだろうかIV 新章 迷宮篇（冒険者）
- デュエル・マスターズ WIN（2022年 - 2024年、コッコ・ルピア、悪灯 トーチ＝トートロット、アニー・ルピア、氷駆の妖精、アシスター・コッピ 他） - 2シリーズ
- はたらく魔王さま!!（女性バイト、車内アナウンス）
- ぼっち・ざ・ろっく!（サラリーマンの妻、妄想の同僚）
- クールドジ男子（上級生女子、女子高生）

2023年
- ヴィンランド・サガ（女性、オッドニーの母、侍女、赤子、少年 他）
- 人間不信の冒険者たちが世界を救うようです（ヴェルキア）
- HIGH CARD（2023年 - 2024年、美女、女性行員、女性リポーター、クリス〈幼少期〉、店主 他） - 2シリーズ
- UniteUp!（2023年 - 2025年、大毅〈小学生〉、女性、ファン、斎の娘、店員） - 2シリーズ
- 便利屋斎藤さん、異世界に行く（モーロックの妻）
- トモちゃんは女の子!（客）
- かぐや様は告らせたい-ファーストキッスは終わらない-（生徒）
- ワールドダイスター（母親）
- デッドマウント・デスプレイ（ミサキの母）
- 江戸前エルフ（女性配達員）
- 青のオーケストラ（主婦、生徒、アナウンス、司会者）
- 女神のカフェテラス（2023年 - 2024年、和菓子屋） - 2シリーズ
- 山田くんとLv999の恋をする（女性店員）
- 英雄教室（上級クラス、女子生徒）
- ライザのアトリエ 〜常闇の女王と秘密の隠れ家〜（バジーリア）
- うちの会社の小さい先輩の話（母親）
- SYNDUALITY Noir（キャリー）
- 『ヒプノシスマイク-Division Rap Battle-』Rhyme Anima +（ファン、人質、客、特殊部隊）
- 星屑テレパス（ポピプピ星人、志木さん、英語教師、少女、アナウンス 他）
- 君のことが大大大大大好きな100人の彼女（お婆さん）
- ひきこまり吸血姫の悶々（貴婦人）
- 新しい上司はど天然（店員）
- め組の大吾 救国のオレンジ（2023年 - 2024年、女性レポーター、女性リポーター、都民）
- BEYBLADE X（2023年 - 2024年、受付、母親、子供、先生）
- アイドルマスター ミリオンライブ！（女性アナ、女の子）

2024年
- ゆびさきと恋々（女子大生A、女子大生、女子高生B）
- 異世界でもふもふなでなでするためにがんばってます。（村長夫人）
- 治癒魔法の間違った使い方（中年女性、侍女、王国兵A）
- 百千さん家のあやかし王子（那智の母）
- ゆるキャン△ SEASON3（どんぐり横丁店員）
- 転生貴族、鑑定スキルで成り上がる（村人A）
- 烏は主を選ばない（梓）
- ヴァンパイア男子寮（おねえさまA）
- 終末トレインどこへいく?（ゾンビ）
- バーテンダー 神のグラス（ジュディ）
- NINJA KAMUI（Newscaster）
- 戦国妖狐 千魔混沌編（月湖の母）
- 菜なれ花なれ（女医）
- 真夜中ぱんチ（日本人旅行者）
- VTuberなんだが配信切り忘れたら伝説になってた（アナウンス）
- 俺は全てを【パリイ】する 〜逆勘違いの世界最強は冒険者になりたい〜（盗賊訓練生〈女性〉）
- SHY 東京奪還編
- ぷにるはかわいいスライム（2024年 - 2025年、あきちゃんの母、キュティランド来場客） - 2シリーズ
- 鴨乃橋ロンの禁断推理（観客、モリー）
- 歴史に残る悪女になるぞ（リズの母親）

2025年
- 忍たま乱太郎（くの一仲間、客、村人）
- メダリスト（ミケの母）
- 空色ユーティリティ（英語教師）
- 地縛少年花子くん2（女性教師、影ナースA、お面の侍女A） - 2シリーズ
- SAKAMOTO DAYS（並木）
- どうせ、恋してしまうんだ。（星川直子）
- トリリオンゲーム（女優）
- 黒執事 -緑の魔女編-（村人）
- 前橋ウィッチーズ（ユイナの母）
- 未ル わたしのみらい（母親）
- スライム倒して300年、知らないうちにレベルMAXになってました ～そのに～（積乱雲の精霊）
- ある魔女が死ぬまで（女の子）
- 華Doll*-Reinterpretation of Flowering-（Antholic B、赤ちゃん、ファン）
- 鬼人幻燈抄（童女の母）
- 神統記（テオゴニア）（ゼイジャ）
- 日々は過ぎれど飯うまし（店員）
- サイレント・ウィッチ 沈黙の魔女の隠しごと（女生徒、生徒）
- ニャイト・オブ・ザ・リビングキャット（キャスター）
- New PANTY & STOCKING with GARTERBELT（母親）
- ブスに花束を。（女子生徒）

### 劇場アニメ
2010年代
- PERSONA3 THE MOVIE #2 Midsummer Knight's Dream（2014年、女子生徒）
- ラブライブ!The School Idol Movie（2015年）
- KING OF PRISM -PRIDE the HERO-（2017年、ハリウッドスターC）
- 魔法少女リリカルなのは Reflection（2017年、高町桃子）
- 君の膵臓をたべたい（2018年、おばあさん）
- ムタフカズ -MUTAFUKAZ-（2018年、サラ）
- ラブライブ!サンシャイン!! The School Idol Movie Over the Rainbow（2019年、アナウンス）
- プロメア（2019年）
- ぼくらの7日間戦争（2019年、女子1）

2020年代
- 映画 ギヴン（2020年、TVアナウンサー）
- 海辺のエトランゼ（2020年、駿の母）
- 地球外少年少女（2022年、野辺山・ダルムシュタット・伊佐子） - 前後編に分けて劇場公開、Netflixでは全6話で配信
- あんさんぶるスターズ!!-Road to Show!!-（2022年、観光客女性）
- 私に天使が舞い降りた! プレシャス・フレンズ（2022年）
- 映画 佐々木と宮野ー卒業編ー（2023年、宮野由紀）
- 劇場版 SPY×FAMILY CODE: White（2023年、仮面の女）
- BLOODY ESCAPE -地獄の逃走劇-（2024年、キャラバン隊女性）
- デッドデッドデーモンズデデデデデストラクション（2024年、松子） - 後章
- 劇場版 忍たま乱太郎 ドクタケ忍者隊最強の軍師（2024年、女中）

### OVA
- 12歳。（2014年 - 2015年、女子3、先生、女子） - 『ちゃお』2014年8、11月号、2015年8、10月号付録
- ファンタジスタ ステラ（2014年、子供）
- マギ シンドバッドの冒険（2014年、少女、ヒナのいとこ）※単行本第3・5巻OVA付き特別版

### Webアニメ
2010年代
- 超次元変形フレームロボ（2015年、パシリー）
- ソードガイ The Animation（2018年、英語教師）
- FASTENING DAYS 英語版（2019年、ヨージ）

2020年代
- ハレルヤ -運命の選択-（2020年、街中の人）
- 爆丸アーマードアライアンス（2021年、レオ）
- コタローは1人暮らし（2022年、男子、女の子）
- 爆丸エボリューションズ（2022年 - 2023年、ブリス）
- サイバーパンク エッジランナーズ（2022年、トラウマチーム、THE LAUNDRY MACHINE AI）
- 爆丸レジェンズ（2023年、フェーリス）
- 境界戦機 極鋼ノ装鬼（2023年、オセアニア軍兵士、ヒヌカン隊員）
- BLUE EYE SAMURAI/ブルーアイ・サムライ（2023年、アケミ）

### ゲーム
2013年
- アイコレ〜with you〜（緋色彩音）

2014年
- 俺タワー -Over Legend Endless Tower-（ダンプトラック、軽トラック、電動ドリル、ディーゼルハンマー、ブロワ、スキッダ）
- トイズドライブ（向日崎梨依）

2015年
- 少女とドラゴン -幻獣契約クリプトラクト-（タニア）
- 戦国アスカZERO（百地丹波、千利休）
- 戦国姫譚MURAMASA-雅-（有馬晴信）
- 白猫プロジェクト（ラピュセル、ウィユ・ブロサール）
- メビウス ファイナルファンタジー（英語スタンプ音声）
- モン娘☆は〜れむ（ユーリア、ちどり、ニール）

2016年
- 赤い砂堕ちる月（丹雪）
- あんさんぶるガールズ!!（砂賀みどり）
- 逆転オセロニア（雷葉）

2020年
- ファイナルファンタジーVII リメイク
- 聖剣伝説3 TRIALS of MANA（シモーヌ、アルマ）
- グランブルーファンタジー（ミレイユの母親）
- 戦国RENKAズーム!（百地丹波、島左近、千利休）

2021年
- 妖怪三国志 国盗りウォーズ（妲己）
- プロジェクトセカイ カラフルステージ! feat. 初音ミク（2021年 - 2025年、風祭夕夏）
- アクション対魔忍（大和寿々音）

2022年
- モンスターストライク（アウズンブラ）

2023年
- えとはなっ!～干支っ娘・花札バトル～（熊代蜜果）

2024年
- ゴブリンスレイヤー -ANOTHER ADVENTURER- NIGHTMARE FEAST
- ファイナルファンタジーVII リバース
- ユニコーンオーバーロード（傭兵（タイプD）/ NPC）
- 聖剣伝説 VISIONS of MANA

### ドラマCD
- THE IDOLM@STER MILLION THE@TER WAVE 18 ストロベリーポップムーン（2021年、リトル・ビースト）
- アルカナ・ファミリア コレツィオーネ!（ソニア）
- Dolls×Magnolia（女子高生）
- 魔法☆中年おじまじょ（女子社員 他）

### BLCD
- エスケープジャーニー（松山ふみ）
- にいちゃん（舞子）
- ヒマなのでハジメテみます。（女子）
- プッシーキングさまの悪癖（常連客、妹）

### 吹き替え

#### 映画
- アサシネーション・ネーション（グレイス〈モード・アパトー〉）
- 明日への地図を探して（エマ〈クレオ・フレイザー〉）
- アンシンカブル 襲来（アンナ〈リサ・ヘンニ〉）
- イントルージョン/侵入（クリスティーン〈メーガン・エリザベス・ケリー〉）
- ウェズリー・スナイプス コンタクト（アニー〈ローラ・ビルゲリ〉）
- X-DAY 黙示録（マディ〈ハナ・ヘイズ〉）
- オンリー・ザ・ブレイブ
- 技術者たち（ウナ〈チョ・ユニ〉）
- ザ・セイント（ゾーイ）
- THAT/ザット ジ・エンド（サリー〈オードリー・ギッブス〉）
- ジャングル・ブック（オオカミたち）
- 15時17分、パリ行き（リサ〈アリサ・アラパッチ〉）
- スクランブル
- スパイ・レジェンド（サラ〈イライザ・テイラー〉）
- セキュリティ・チェック（ノラ・パリシ〈ソフィア・カーソン〉）
- それでも、やっぱりパパが好き!（フェイス〈アシュリー・アウフデルハイデ〉）
- チェイス!（アナウンサー）
- ディープ・ブルー2（レスリー・キム〈キム・シスター〉）
- トリプルヘッド・ジョーズ（ローズマリー〈ブリアンナ・フェリス〉）
- パーティで女の子に話しかけるには
- バック・トゥ・ザ・フューチャー PART2（スパイク〈ダーリーン・ヴォーゲル〉）※BSジャパン版
- バッド・マイロ!（ブリタニー）
- フッテージ デス・スパイラル（エマ〈テイラー・ヘイリー〉）
- ブルックリンの恋人たち（幼いフラニー・エリス）
- ブレイド・オブ・ウィンド 斬風刀（江若晨）
- ベイビー・ドライバー（デボラ〈リリー・ジェームズ〉）
- ベケット
- ボブという名の猫 幸せのハイタッチ（ベティ〈ルタ・ゲドミンタス〉）
- マイ・ニューヨーク・ダイアリー（ジョアンナ・ラコフ〈マーガレット・クアリー〉）
- マギー（マギー・ヴォーゲル〈アビゲイル・ブレスリン〉）
- ミニー・ゲッツの秘密（グレーテル〈アビー・ウェイト〉）
- メン・イン・キャット（レベッカ・ブランド〈マリーナ・ワイスマン〉）
- モンスターランナー 怪物大戦争（レイ〈ジェシー・リー〉）
- ラストウィーク・オブ・サマー（メリンダ〈ヤスミン・アル＝ブスタミ〉）
- リトル・バード 164マイルの恋（アリソン・ホフマン〈ケイ・パナベイカー〉）
- ロイヤル・ナイト 英国王女の秘密の外出（マーガレット王女〈ベル・パウリー〉）

#### ドラマ
- インスティンクト -異常犯罪捜査- シーズン2（サム）
- エレメンタリー ホームズ&ワトソン in NY（タラ）
- オール・アバウト・ワシントン（マヤ、ジェード 他）
- キラー・マイクのきわどいニュース（メイソン）
- キレイな男（スルリ）
- コードネーム: ウイスキー&キャバリエ -ふたりは最強スパイ-（エマ・デイヴィス）
- サブリナ: ダーク・アドベンチャー（アガサ、マンボ 他）
- スーパーナチュラル（マギー 他）
- 西海岸捜査ファイル グレイスランド（イリーナ）
- ピノキオ（ユン・ユレ〈イ・ユビ〉）
- フランスでは有名人（ヘザー）
- BULL / ブル 法廷を操る男 シーズン2（リリー）
- プルーブン・イノセント 冤罪弁護士（リンダ・バレット）
- 星から来たあなた（ユ・セミ〈ユ・インナ〉）
- マンハッタンに恋をして 〜キャリーの日記〜（ジェン）
- メリー・アン・シングルトンの物語（ジョイス）
- やりすぎ配信! ビザードバーク（ウィロー）
- よみがえり 〜レザレクション〜（バーバラ）
- ラ・パルマ（マリア〈テア・S・L・ネス〉）

#### アニメ
- アウルハウス（ルース・ノセダ）
- アバローのプリンセス エレナ（トミコ）
- インクレディブル・ファミリー
- OK K.O.! めざせヒーロー（レッド、エロディ、フィンク 他）
- カーズ/クロスロード（マディ・マックギア、レポーター女）
- カード・バトルZERO（ペグ）
- きかんしゃトーマス（アルフィー、ミアさん）
  - きかんしゃトーマス 探せ!!謎の海賊船と失われた宝物（アルフィー）
  - きかんしゃトーマス とびだせ!友情の大冒険（セオ）※配信・CS放送版
  - きかんしゃトーマス チャオ!とんでうたってディスカバリー!!（アルフィー、ミアさん）
  - きかんしゃトーマス (2Dアニメ)（ブルーノ、エミリー）
    - きかんしゃトーマス 大冒険!ルックアウトマウンテンとひみつのトンネル（2024年、ブルーノ[89]）
- きみにおうちをプレゼント（少年）
- スパイディとすごいなかまたち（ワスプ）
- ティーン・タイタンズGO!（マザーメイアイ、バタービーン）
- ティンカー・ベルと流れ星の伝説（ディー）
- ティンカー・ベルとネバーランドの海賊船（妖精の粉の番人）
- 天官賜福 貮（蘭菖）
- ピクルスとピーナッツ（リトルピクルス）
- 魔道祖師（金凌〈子供〉）
- モンスター・ビーチにようこそ（ウィジェット）
- ヤング・ジャスティス（アサミ）
- ルナ・ペチュニア: アメージアに行こう!（メイシー）

### ボイスオーバー
- おとこの食材〜ガパオライス〜
- 世界ふれあい街歩き
- 第41回日本賞受賞作品「障害を抱きしめて」
- にっぽん!歴史鑑定
- マンデードキュメント 台湾高校生が見た震災5年めの宮城
- ヨーロッパ秘湯ジャーニー（ルーシー）

### ナレーション
- Journeys in Japan「福島・三島 ものづくりの里」

### テレビ番組
- シャキーン! コーナー「里帰り」芽キャベツ編（芽キャベツ）
- ハートネットTV 障害福祉賞2015 毎日がスタート-藤原美幸さん-（朗読）

### CM
- 真誠 クラッシュアーモンドすりごま

### デジタルコミック
- VOMIC ニポンゴ（先生、電車アナウンス）
- BeeTV 今日、恋をはじめます（女子生徒）
- BeeTV コスプレ☆アニマル（女性）
- 家政夫のナギサさん（2022年、メイの母）
- アニコミ 元武王のおっさんと、万魔王と呼ばれた娘。～ほのぼの父娘の殺伐無双～（2023年、イルゼ[90]）
- 悪役令嬢ルートがないなんて、誰が言ったの?（2024年、オフィーリアの母親、他[91]）
- アニコミ 負け確定のライバル令嬢に転生したので王子様は諦めます。（2024年、ダレル[92]）

### オーディオブック
- 舞踏会と身代わりシンデレラ（2015年、スーザン・ニコルソン[93]）
- やがて恋するヴィヴィ・レイン（2019年、朗読[94]）
- ハル遠カラジ（2020年、ヴェイロン[95]）
- デスペラード ブルース（2020年、羅紋六花＋飛井寿子[96]）

### パチンコ
- 怨み屋本舗（女子高生）

### その他コンテンツ
- JAXA「DPR」 PV（宇衛座はるか）
- 声優探偵リドルハート
- 知育玩具「ドリームスイッチ」（朗読）
- 羽多野渉3rdシングル「君はぼくが帰る場所」PV（エキストラ）
- フレッシュ夏フェス隊（顔出し出演）
- プラネタリウムアニメーション おおきなぞうとあっちゃんの星（ママ）
- ボイスドラマ #FFFFFF（2018年、担任[97]）
- ディズニー&ピクサーキャラクターズ Dream Switch2（2021年、日本語読み聞かせ[98]）